# Wessex Football League
De Wessex Football League  is een Engelse regionale voetbalcompetitie op het vijfde en zesde niveau van het National League System, ofwel het negende en tiende niveau binnen de Engelse voetbalpiramide. De competitie werd opgericht in 1986 en bestaat uit twee divisies: de Premier Division en Division One. De deelnemende clubs komen hoofdzakelijk uit Hampshire, maar ook uit de regio's Dorset, Wiltshire, Berkshire en het eiland Wight.
In 2004 werden de meeste clubs uit de Hampshire League opgenomen in de competitie, waardoor twee nieuwe divisies konden worden opgezet: Division Two en Division Three. In 2006 werden de drie divisies hernoemd tot de Premier Division, Division One en Division Two. Een jaar later werd Division Two echter alweer opgeheven. De achtergebleven clubs richtten vervolgens de Hampshire Premier League op.
De kampioen van de Premier Division komt in aanmerking voor promotie naar Division One South & West van de Southern League, maar moet daarvoor wel aan de facilitaire en financiële eisen voldoen.

## Vorige kampioenen
| Seizoen | Division One           |
| ------- | ---------------------- |
| 1986/87 | Bashley                |
| 1987/88 | Bashley                |
| 1988/89 | Bashley                |
| 1989/90 | Romsey Town            |
| 1990/91 | Havant Town            |
| 1991/92 | Wimborne Town          |
| 1992/93 | AFC Lymington          |
| 1993/94 | Wimborne Town          |
| 1994/95 | Fleet Town             |
| 1995/96 | Thatcham Town          |
| 1996/97 | AFC Lymington          |
| 1997/98 | AFC Lymington          |
| 1998/99 | Lymington & New Milton |
| 1999/00 | Wimborne Town          |
| 2000/01 | Andover                |
| 2001/02 | Andover                |
| 2002/03 | Eastleigh              |
| 2003/04 | Winchester City        |

In 2004 werd Division Three als derde divisie toegevoegd aan de competitie.
| Seizoen | Division One           | Division Two   | Division Three |
| ------- | ---------------------- | -------------- | -------------- |
| 2004/05 | Lymington & New Milton | Lymington Town | Colden Common  |
| 2005/06 | Winchester City        | Locks Heath    | Paulsgrove     |

In 2006 werden de drie divisies hernoemd tot de Premier Division, Division One en Division Two.
| Seizoen | Premier Division | Division One   | Division Two |
| ------- | ---------------- | -------------- | ------------ |
| 2006/07 | Gosport Borough  | Hayling United | Fleetlands   |

In 2007 werd Division Two opgeheven.
| Seizoen | Premier Division     | Division One     |
| ------- | -------------------- | ---------------- |
| 2007/08 | AFC Totton           | Tadley Calleva   |
| 2008/09 | Poole Town           | Totton & Eling   |
| 2009/10 | Poole Town           | Hamble ASSC      |
| 2010/11 | Poole Town           | Downton          |
| 2011/12 | Winchester City      | Verwood Town     |
| 2012/13 | Blackfield & Langley | Brockenhurst     |
| 2013/14 | Sholing              | Petersfield Town |